# Roger Limouse
Roger Marcel Limouse fue un pintor francés, nacido el 18 de octubre de 1894 en Collo (Argelia) y  fallecido el 31 de diciembre de 1989 en el XV Distrito de París.
Fue alumno de Paul Albert Laurens (1870-1934) en la Academia Julian, su obra fue figurativa dotada de gran colorido, uno de los últimos representantes del fovismo y el mayor del llamado grupo de Pintores de la realidad poética. Perteneció a  la Escuela de París.

## Datos biográficos
Roger Marcel Limouse nació el 18 de octubre de 1894 en Collo, pequeña ciudad portuaria ubicada a 70 km  al este de Skikda, en el departamento francés de Constantina (Argelia). Su padre, Théophile Limouse, fue un químico especializado en la investigación minera. Su madre, nacida Catherine Richet, fue institutriz.

Llegó a París en 1919 y siguió por 3 años las enseñanzas de Paul Albert Laurens en la Academia Julian. Se relaciónó con varios pintores mayores, como André Dunoyer de Segonzac (1884-1974), Amédée de La Patellière (1890-1932) y Jean Souverbie (1891-1981), pero también con pintores de su edad como Roger Nivelt (1899-1962), Émile Sabouraud (1900-1996), Jules Cavaillès (1901-1977), Maurice Mazo (1901-1989), y áun más jóvenes, como Jean Bazaine (1904-2001) y Edouard Georges Mac-Avoy (1905-1991).
Expuso por primera vez en 1924 en el Salón de los artistas franceses y en el Salón de otoño.
Contrajo matrimonio en 1937 con Jeanne Laillard, artista #pintora (nacida a París el 21 de febrero de 1897 en el 15.º – fallecida a París el 10 de diciembre de 1982 en el 15.º). 
En 1948, Roger Limouse fue nombrado profesor en la Escuela de Bellas Artes de París en donde impartió clases hasta 1964.
Se creó una Fundación Limouse en 1985 en Chester (Inglaterra) con una retrospectiva de sus ilustraciones de las Flores del Mal de Charles Baudelaire. De 1987 a 2001, bajo el impulso de Isée Santo-John Knowles, un museo fue creado también en Chester (Inglaterra) también en su memoria, el Museo Limouse de las Flores del Daño.
Limouse falleció el 31 de diciembre de 1989 en su domicilio del XV Distrito de París, a la edad de 95 años.

## Principales exposiciones
- 1928 : Galería Nadette Monthieu (París) Cavailles y Limouse.
- 1933 : Nueva galería Simonson (París).
- 1936 : Sala de las Artistas de este tiempo al Pequeño-Palacio (París) Cavailles y Limouse.
- 1937 : Galería Barreiro y Galería Druet (París).
- 1938 : Galería de Elíseo (París).
- 1941 : Galería Berri-Raspail (París). Galería Van der Klip (París).
- 1943–1948-1951–1953 : Galería Bernier (15 avenida de Mesina París),.
- 1953 : Crane Gallery (Manchester) Cavailles, Limouse, Caillard, Chapelain-Midy.
- 1957 : Sala de las Remparts (La Torre-de-Peilz - Suiza) Los Pintores de la realidad poética.
- 1963 : Museo Galliera, París, Salón de los pintores testigos de su tiempo, 1963.
- 1965 : Galería Drouant (París).
- 1972 : Museo de Saint-Denis. Galería de las Granges (Ginebra) Los Pintores de la realidad poética.
- 1977 : Galería Artcurial (París). Galería Daimaru (Tokio) Los Pintores de la realidad poética.
- 1984 : Palacio de Europa (Menton).
- 1985 : Galería Triade (Barbizon) Los Pintores de la realidad poética.
- 1987 : Galería Jean-Pierre Joubert (París) Los Pintores de la realidad poética.[4]
- 1994 : Palexpo (Ginebra) Los Pintores de la realidad poética.
- 2011 : Museo de bellas artes de Gaillac Los Pintores de la realidad poética.
- 2012 : Museo Faure (Aix-les-Bains). Museo de la Abadía (Santo-Claude) Los Pintores de la realidad poética.